# Slemminge Sogn

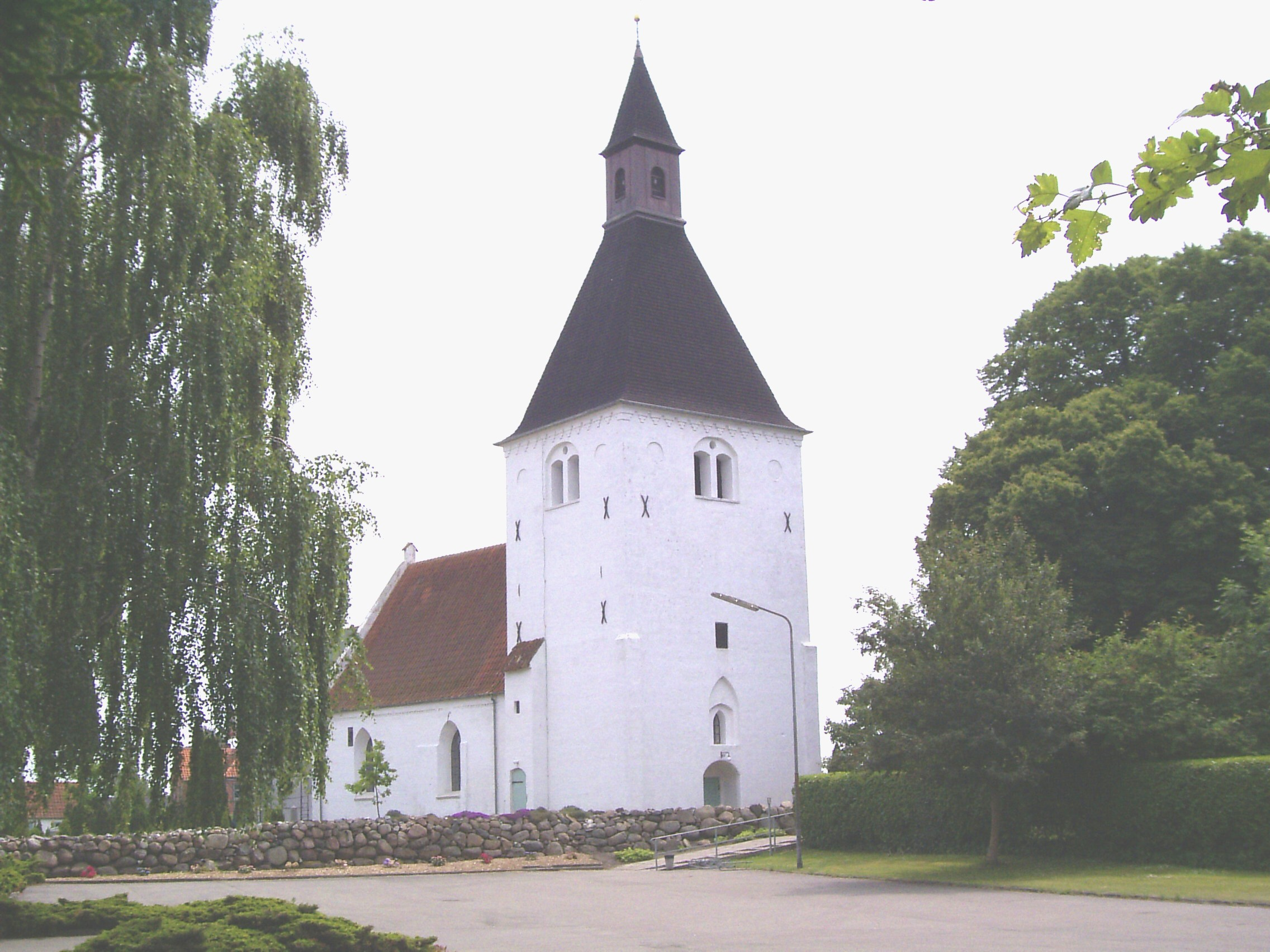
Slemminge Kirke

Slemminge Sogn  war eine Kirchspielsgemeinde (dän.: Sogn) auf der Insel Lolland im südlichen Dänemark.
Bis 1970 gehörte sie zur Harde Musse Herred im damaligen Maribo Amt, danach zur Sakskøbing Kommune im Storstrøms Amt, die im Zuge der  Kommunalreform zum 1. Januar 2007 in der Guldborgsund Kommune in der Region Sjælland aufgegangen ist. Zum 1. Januar 2023 wurde sie mit dem Fjelde Sogn zum Slemminge-Fjelde Sogn zusammengelegt.
Im Kirchspiel lebten am 1. Oktober 2022 440 Einwohner.
Im Kirchspiel liegt die Kirche „Slemminge Kirke“.
Nachbargemeinden waren im Nordosten Sakskøbing Sogn und Radsted Sogn, im Osten Fjelde Sogn, im Südosten Musse Sogn, im Süden Godsted Sogn, im Westen Engestofte Sogn und im Nordwesten Våbensted Sogn.